# جنرال تایر
جنرال تایر (انگلیسی: General Tire) شرکت تایرسازی آمریکایی است، که در سال ۱۹۱۵ توسط ویلیام فرانسیس اونیل تأسیس شد. این شرکت هم‌اکنون متعلق به کونتیننتال آگ می‌باشد.